# Splatterhouse 3
Splatterhouse 3 (ou Splatterhouse Part 3: Fairlight au Japon) est un beat them all de Namco, sorti sur Mega Drive en 1993. Il est la suite de Splatterhouse 2, sorti en 1992 sur Mega Drive. Il est un des premiers jeux à bénéficier d'un système de classification développé par le conseil de classification des jeux vidéo de Sega. Le jeu a été classé MA-13 aux États-Unis pour son aspect violent et gore, typiques de la série. À l'inverse des jeux précédents de la série, le jeu n'a jamais été distribué en Europe. Le jeu a été inclus comme un extra déblocable dans le remake de 2010, avec cependant une différence, l'absence des photographies digitalisées de l'introduction en raison d'un différend juridique 

## Histoire
Le jeu prend place 5 ans après les événements de Splatterhouse 2. Rick et Jennifer sont depuis mariés et ont eu un fils, David. Rick est également devenu un trader renommé de Wall Street, ce qui lui a permis d'acquérir une riche demeure dans le Connecticut, laissant ainsi les souvenirs du Masque de Terreur derrière lui. Cependant, le masque doté d'une conscience propre se souvenait toujours du passé et commençât à parler à Rick. Rick dut porter une dernière fois le masque pour combattre les monstres qui envahissaient alors sa nouvelle demeure. Au commencement, Rick doit d'abord combattre pour sauver Jennifer qui a été enlevée par une entité appelée « Le Mal ». L'histoire apprendra à Rick que « Le Mal » n'était qu'une diversion pour enlever son fils David. 
Rick réussi à défaire « Le Mal » qui avait alors planifié d'utiliser David pour ses talents psychiques latents afin de révéler le pouvoir d'un ancien objet appelé « La Pierre Noire ». Une fois « Le Mal » défait, le Masque de Terreur révélât ses véritables intentions. Dans un dernier combat, Rick détruisit le Masque de manière permanente. 
Le jeu cache quatre fins possibles dépendant de manière dont le joueur sauve Jennifer et David, ou l'un ou l'autre, ou enfin aucun des deux. Toutes les fins, sauf la véritable, se concluent par le Masque disant qu'il continuera d'exister aussi longtemps que l'humanité souffrira. Les fins possibles sont les suivantes : 
La mauvaise fin : si Rick échoue à sauver sa femme et son fils, la fin explique que Rick demeure désormais tout seul avec le poids de son échec sur les épaules. Le jeu se conclut par une photo de Rick accompagné de sa famille avec les mots « Seul, tout seul ... ».
Jennifer est morte : si Rick échoue à sauver seulement Jennifer, la fin montre que Jennifer n'existe plus que dans la  mémoire de Rick. La fin montre David demandant à son père où est sa mère avant de s'estomper ... 
David est mort : si Rick échoue à sauver David, la fin explique que David n'est plus qu'un souvenir. Jennifer demande à Rick où est David. Après qu'il lui ait révélé sa mort, on entend Jennifer hurler « non ! ».
La bonne fin : si Rick sauve tout le monde, la fin est différente. Une musique heureuse se fait entendre et le Masque hurle, à la place qu'il survivra, "Je ne peux pas voir… je ne peux plus entendre… je meurs !!!!". À la fin, Rick retrouve sa famille, enfin libéré de l'emprise du Masque.

## Système de jeu
Le jeu comprend six niveau dont la plupart se déroulent dans la demeure de Rick. À la différence des épisodes précédents qui étaient des side-scroller horizontaux, Splatterhouse 3 permet une exploration libre de chaque pièce des niveaux, forçant le joueur à revenir souvent en arrière pour trouver la sortie. Le joueur dispose d'une carte de chaque niveaux. Les niveaux doivent être terminés dans un certain laps de temps. Toutefois, si le temps arrive à zéro le jeu continue avec pour conséquence d'avoir un impact sur la fin du jeu. Par exemple, si le joueur arrive à court de temps dans le deuxième niveau, Jennifer sera tuée. Nouveauté dans la série des Splatterhouse, l'ajout d'une jauge de puissance que le joueur peut remplir en collectant sur les ennemis morts des orbes appelées "Eldritch Orbs". Une fois que la barre est remplie, le joueur peut transformer Rick en version monstrueuse, le Masque de Terreur semblant alors fusionner avec le visage de Rick. Rick devient alors plus fort et peut exécuter des attaques spéciales, telles que des excroissances sortant de son dos et pouvant servir d'arme. Aussi, au lieu de porter les armes trouvées, la version mutante de Rick les lance sur les ennemis, occasionnant un plus de dommages que leur utilisation normale. 
Les vies supplémentaires et les objets de régénération sont disséminés partout dans les niveaux. Un système de mot de passe permet aux joueurs d'aller directement aux niveaux supérieurs. Parfois, Rick trouve des armes (comme une batte de baseball). Une fois tous les monstres détruits dans une pièce, une carte interne au jeu apparait, laissant au joueur le choix de la manière dont il explore le niveau. L'histoire du jeu est affectée par la manière dont le joueur finit le niveau avant le temps imparti. Par exemple, dans le second niveau, Rick doit détruire un vers dévoreur tentant de dévorer Jennifer. Pour la sauver, Rick doit atteindre la fin du niveau et détruire le vers avant la fin du temps imparti. En cas d'échec, Jennifer sera dévorée de l'intérieur par le vers implanté dans son corps.